# Fahrenbach
Fahrenbach è un comune tedesco di 2 751 abitanti, situato nel Land del Baden-Württemberg.

## Amministrazione

### Gemellaggi
- Heiligengrabe (Brandeburgo), dal 1992